# Tòfona blanca

La tòfona blanca (Tuber magnatum) és una espècie de fong ascomicot de l'ordre dels pezizals (Pezizales). És una tòfona que viu principalment a les zones italianes de Langhe i Montferrat, del Piemont a la vora de les ciutats d'Alba i Asti (en italià  es coneix com a "alba madonna"). També hi ha poblacions a Croàcia, a Ístria, i al Drome de França.

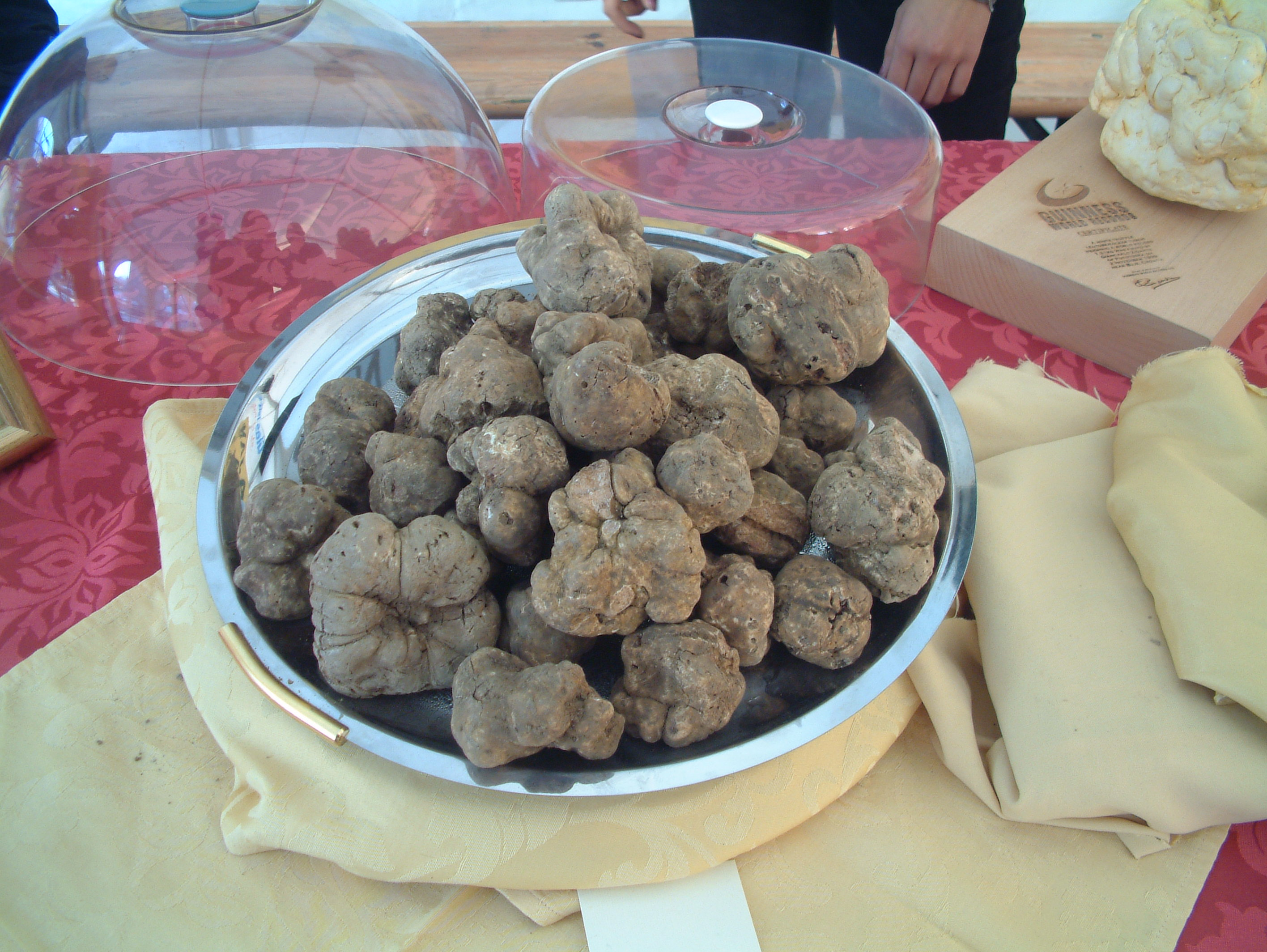
Tòfones blanques senceres

Creix en simbiosi (micorrices) amb alzines i roures, avellaners i pollancres i fructifica a la tardor. Pot arribar a assolir un diàmetre de 12 cm i pesar 500 grams, encara que normalment és molt més petita. La seva polpa és de color crema pàl·lid o marró amb bandes blanques.
A la ciutat d'Alba la tòfona blanca es cull d'octubre a novembre i s'hi celebra la fira de la tòfona (Fiera del Tartufo).
El 2001, les tòfones blanques es venien a 2.000–4.500 USD per kg; cap a desembre de 2009 el seu preu de venda arribava a 14.203,50 USD per quilo.